# Marianne Dubois
Marianne Nelly Dubois (14 juli 1928) was een Brusselse keramiste die zich toelegde op de techniek van het emailleren. Ze maakte verschillende gebruiksvoorwerpen zoals spiegels en schalen, die decoratief werden uitgewerkt.

## Studie en carrière
Marianne Dubois studeerde aan de École nationale supérieure des arts visuels te Brussel. Doorheen haar carrière werd ze zowel als kunstenaar als om haar technische vaardigheid geprezen, met name in het toepassen van emaille. Dubois exposeerde in verschillende galerijen en groepstentoonstellingen in België en Frankrijk. In 1956 waren haar werken onder andere te zien op het Tweede nationaal salon voor modern sociaal meubel in Gent. Twee jaar later stelde ze op Expo ’58 in Brussel drie werken tentoon:  een kandelaar, een spiegel en een kom.

## Stijl
In haar oeuvre haalde Marianne Dubois haar inspiratie uit de wereld rondom haar, zoals Christelijke symboliek, maar ook fauna en flora, waarmee ze haar werken ook versierde.  Ze gebruikte hierbij verschillende lichte kleuren, maar ook zwarte lakken. Dubois was zich bewust van de lange traditie van emaille in de kunsten, terwijl ze dit combineerde met het rationele karakter van de eigentijdse vormgeving, waardoor haar werken vaak als sober werden omschreven.